# Meioneta birulai
Meioneta birulai är en spindelart som först beskrevs av Kulczynski 1908.  Meioneta birulai ingår i släktet Meioneta och familjen täckvävarspindlar. Inga underarter finns listade i Catalogue of Life.